# Dual (empresa)
Dual é uma empresa de aparelhos de áudio da Alemanha, famosa pelos toca-discos que fabricava.